# Stokrotka pospolita

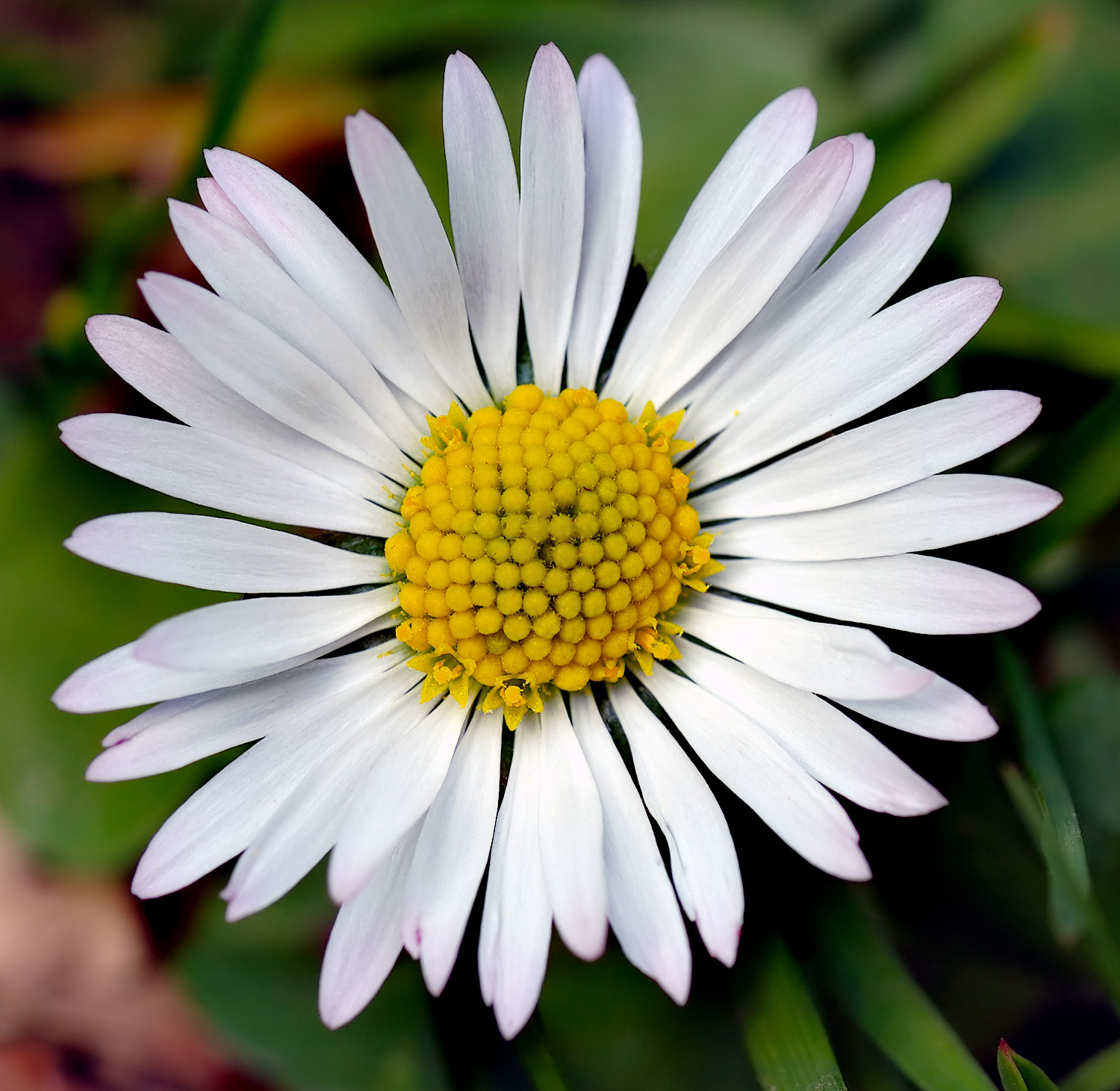
Kwiatostan

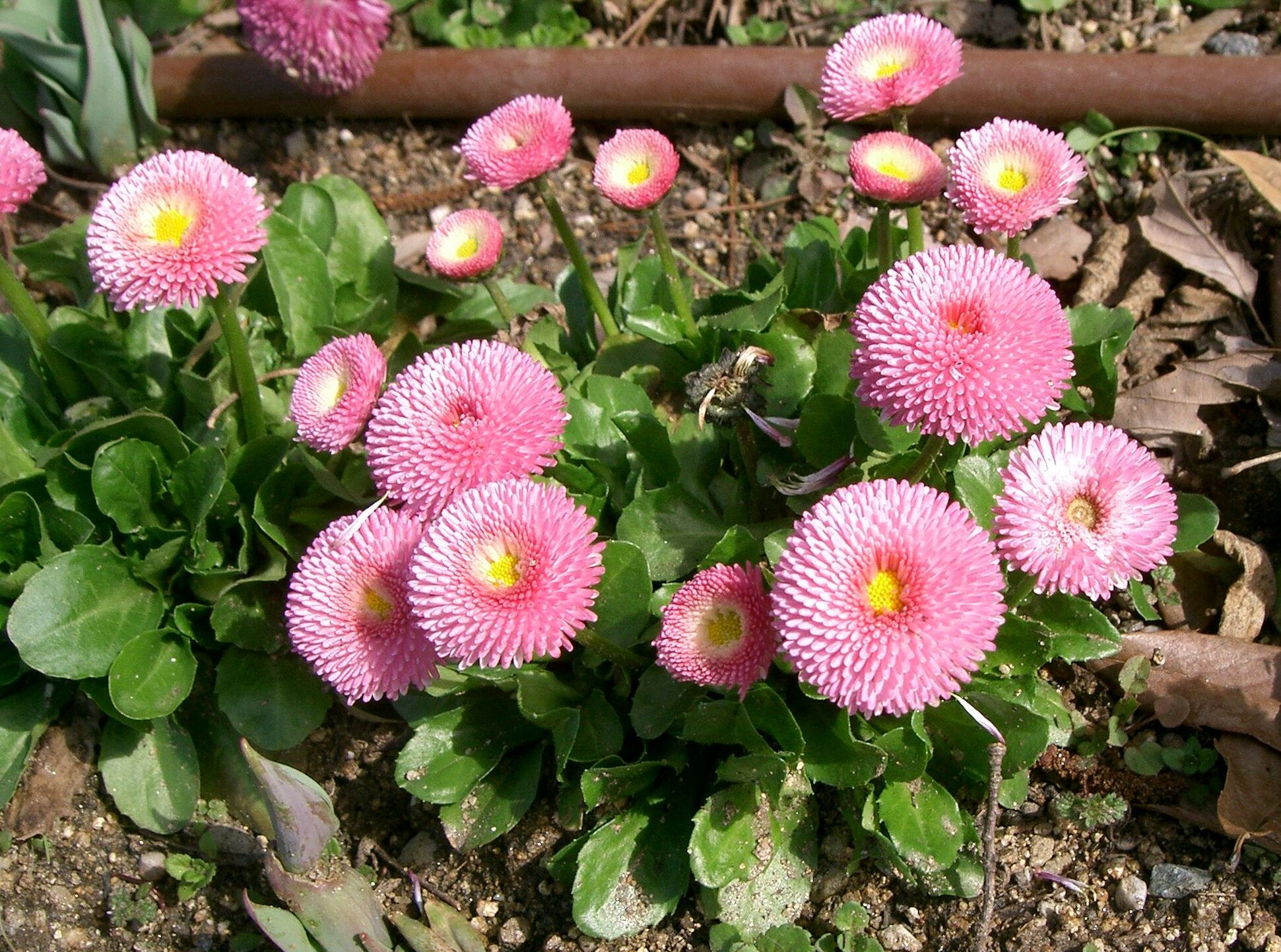
Odmiana ogrodowa ze zwielokrotnionymi okółkami kwiatów języczkowatych

Stokrotka pospolita, s. łąkowa, s. trwała (Bellis perennis) – gatunek rośliny z rodziny astrowatych. Występuje w niemal całej Europie (tylko na północnych krańcach – w Islandii i Finlandii – jako gatunek introdukowany), poza tym w zachodniej Azji (po Iran, Kirgistan i Kazachstan na wschodzie) oraz w północnej Afryce – w Maroku i Tunezji. Zawleczona rośnie w Ameryce Północnej i Południowej, w południowej i wschodniej Azji oraz w południowej Australii i w Nowej Zelandii. Jest pospolita na terenie niemal całej Polski, rzadsza jest tylko w północno-wschodnim krańcu kraju.

## Morfologia
PokrójRoślina zielna z krótkimi rozłogami, pokryta w różnym stopniu białawymi, prostymi włoskami, rzadko bywa naga.
ŁodygaKrótkie kłącze, z którego wyrasta bezlistny głąbik o wysokości 4–20 cm, prosto wzniesiony, w szczytowej części nieco zgrubiały.
LiścieZebrane w różyczkę, łopatkowe lub odwrotnie jajowate, rzadko prawie z zaokrągloną blaszką, karbowane lub całobrzegie. Wierzchołek zaokrąglony. Zwężają się w ogonek liściowy o podobnej długości jak blaszka.
KwiatyZebrane na szczycie głąbików w pojedyncze koszyczki osiągające do 2, rzadko 3 cm średnicy. Okrywa koszyczka półkulista, składa się z podługowatych, tępo zakończonych, czarniawozielonych listków ułożonych w dwu szeregach, owłosionych. Dno koszyczka jest stożkowato wypukłe, puste wewnątrz i ma powierzchnię pokrytą brodawkami. Na brzegu koszyczka znajduje się jeden szereg białych lub różowych, żeńskich kwiatów języczkowych. Ich języczki są białe, od spodu czerwonawe, o długości 10–15 mm. Wewnątrz koszyczka znajdują się żółte, rurkowe kwiaty obupłciowe, długości ok. 2 mm. Korona tych kwiatów jest walcowato dzwonkowata, z wąsko trójkątnymi łatkami na szczycie. Pylniki całkowicie zrośnięte w rurkę wokół słupka, nitki pręcików wolne.
OwoceOdwrotnie jajowate, spłaszczone, owłosione lub nagie, żółtobrunatne niełupki długości ok. 1,5 mm. Pozbawione puchu kielichowego.

## Biologia i ekologia
Bylina, hemikryptofit. Kwitnie przeważnie od marca do listopada, czasem również w zimie, jeśli jest bezśnieżna i nie ma mrozów. Kwiaty przedprątne, zapylane są przez motyle, błonkoskrzydłe, muchówki i chrząszcze. Koszyczki są wzniesione i skierowane do słońca w dni słoneczne, podążając za nim od wschodu do zachodu. Nocami i w czasie deszczu koszyczki są zwieszone.
Rośnie na łąkach, pastwiskach, przydrożach, miedzach i trawnikach. W górach występuje po piętro kosówki. W klasyfikacji zbiorowisk roślinnych gatunek charakterystyczny dla All. Cynosurion, Ass. Lolio-Cynosuretum.
Liczba chromosomów 2n = 18.

## Zastosowanie
Jest jedną z najstarszych roślin uprawianych jako ozdobne. Uzyskano liczne odmiany uprawne, w tym pełnokwiatowe, tj. z koszyczkami ze zwielokrotnionymi kwiatami brzeżnymi (języczkowatymi).
Stokrotka pospolita bywa opisywana jako „lekko trująca”, ale też jadalna. Za smaczne uznawane są koszyczki i liście, które zalecane są do spożycia zarówno surowe, jak i gotowane. Kwiatostany wykorzystuje się do sałatek, słodkich syropów oraz jako dekorację potraw. Liście przypominają w smaku sałatę i mogą być używane do zup, sosów sałatek lub past. Stokrotka była pożywieniem głodowym.